# Route nationale 180
Die N180 war eine französische Nationalstraße, die 1824 zwischen der N138 südwestlich von Rouen und Honfleur festgelegt wurde. Sie geht auf die Route impériale 200 zurück. Ihre Länge betrug 55,5 Kilometer. 1973 wurde der Abschnitt zwischen Honfleur und Saint-Maclou abgestuft. Der Rest wurde zu N175 umnummeriert, welche in diesem Bereich 2006 abgestuft wurde.

## N180a
Die N180A existierte 1933 für kurze Zeit als Seitenast der N180, welche von dieser in Fiquefleur-Equainville abzweigte und zur N182 östlich von Gonfreville-l'Orcher verlief. Sie wurde in N312, N312A und N182B umnummeriert.

## N180b
Die N180B existierte 1933 für kurze Zeit als Seitenast der N180, welche von dieser in Toutainville abzweigte und zur N180A in Berville-sur-Mer verlief. Sie wurde in N312 umnummeriert.